# Joachim Schimpf
Joachim Schimpf (* 3. Juli 1942) ist ein ehemaliger deutscher Fußballspieler. Von 1962 bis 1964 bestritt er 38 Spiele und schoss dabei sechs Tore für den SC Chemie Halle in der DDR-Oberliga, der höchsten Spielklasse im DDR-Fußball. 1962 gewann er mit dem SC Chemie den DDR-Fußballpokal.

## Sportliche Laufbahn
1961 wurde der Spielbetrieb im DDR-Fußball vom Kalenderjahr-Rhythmus auf den Sommer-Frühjahr-Rhythmus umgestellt. Dazu wurden in der Oberliga vom März 1961 bis zum Juni 1962 39 Spiele ausgetragen. Im letzten Drittel der Saison hatte der SC Chemie Halle den Ausfall mehrerer Angriffsspieler zu beklagen, sodass Anfang 1962 der 20-jährige Stürmer Joachim Schimpf von der drittklassigen Betriebssportgemeinschaft (BSG) Lok Aschersleben zur Verstärkung geholt wurde. Vom 30. Spieltag an wurde Schimpf bis zum Saisonende in sieben Punktspielen als rechter Stürmer eingesetzt, konnte aber kein Tor erzielen. Dagegen beteiligte er sich mit einem Treffer am 3:1-Sieg über den SC Dynamo Berlin im Endspiel um den DDR-Fußballpokal-Wettbewerb 1961/62. Bereits in seiner zweiten Oberligaspielzeit 1962/63 spielte sich Schimpf mit 22 Einsätzen in 26 Punktspielen als Rechtsaußenstürmer in die Stammelf des SC Chemie. Mit seinen fünf Meisterschaftstoren gehörte er auch zu den treffsichersten Schützen seiner Mannschaft. Er wurde in den Kader der DDR-Nachwuchsnationalmannschaft aufgenommen und bestritt mit ihr im Oktober 1962 ein Länderspiel. In der Saison 1963/64 fiel Schimpf wieder aus dem Spielerstamm heraus, denn er kam nur noch in neun Punktspielen zum Einsatz. Am Ende der Saison stand der SC Chemie als Absteiger in die DDR-Liga fest. Auch in der Zweitklassigkeit gelang es Schimpf 1964/65 nicht, sich wieder in die Stamm-Mannschaft zurückzuspielen. Mit sieben Punktspiel-Einsätzen und einem Tor hatte er nur einen geringen Anteil am sofortigen Wiederaufstieg der Hallenser.
Für die Saison 1965/66 wurde Schimpf noch für die Oberligamannschaft des SC Chemie gemeldet, kam aber nicht mehr zum Einsatz. Anfang 1966 wechselte Schimpf zur 2. Mannschaft des 1. FC Magdeburg in die drittklassige Bezirksliga. 1967 und 1969 wurde er mit ihr Bezirksmeister und verhalf ihr 1968 auch zum Aufstieg in die DDR-Liga.
Zur Saison 1969/70 schloss sich Schimpf dem DDR-Ligisten Lok Stendal an. Nach Startschwierigkeiten in den ersten beiden Spielzeiten gehörte er 1971/72 und 1972/73 mit 41 Einsätzen in 44 Punktspielen zur Stammelf. Die Saison 1973/74 war Schimpfs letzte Spielzeit im höherklassigen Fußball, von dem er sich im Sommer 1974 im Alter von 32 Jahren zurückzog.